# Maxwell Sommerville

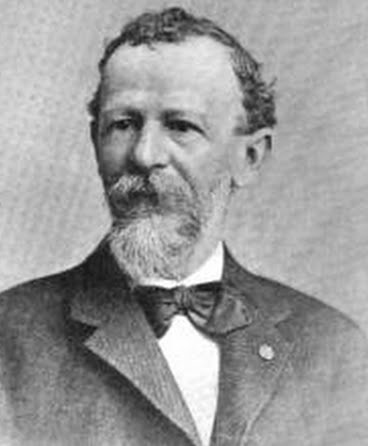

Maxwell Sommerville (* 1. Mai 1829 in Clarksburg; † 5. Mai 1904 in Paris) war ein US-amerikanischer Gemmensammler und -forscher.

## Leben
Die Familie Sommerville lebte bis zum Tod Sommervilles im Jahr 1836 in Clarksburg. Danach zog er mit seiner Mutter nach Philadelphia, um bei seinem Großvater James McAlpin zu wohnen. Die Sammlung griechischer Vasen seines Großvaters weckte bei ihm den frühen Wunsch, Antiquitäten und Kunstwerke zu studieren und zu erwerben.
Nach seinem Abschluss an der Central High School im Jahr 1847 zog der Sohn von Maxwell Sommerville und Mary Fulton McAlpin Sommerville nach Bethlehem, wo er als Herausgeber der lokalen Zeitung beschäftigt war. Sommerville kehrte schließlich nach Philadelphia zurück, wo er 1863 seine erste Frau Anna Julia Sherman heiratete (gestorben 1890, danach heiratete er Annie Marie Patten 1891) und während des Bürgerkriegs als Kaplan der Commonwealth Artillery of Pennsylvania diente. In dieser Zeit sammelte Sommerville durch die Arbeit in der Druckerei Sherman & Company (gegründet von seinem Schwiegervater) einen beträchtlichen Reichtum an, der es ihm ermöglichte, viele Auslandsreisen zu unternehmen. Im Laufe von mehr als 30 Jahren reiste Sommerville in die Türkei, nach Syrien, Ägypten, China, Japan, Indien und in andere Länder und sammelte viele antike Gemmen.
1889 interessierte sich William Pepper, Provost der University of Pennsylvania, für Sommervilles Sammlung gravierter Edelsteine und erkundigte sich, ob die Sammlung für die Verwendung im neuen Museum der Universität verfügbar sein könnte. Obwohl die Gemmen zu dieser Zeit an das Metropolitan Museum of Art verliehen waren, war dies der Beginn von Sommervilles Beziehung zur University of Pennsylvania. Im Jahr 1894 wurde er zum Professor für Glyptologie (das Studium von Gemmen) an der Universität ernannt und half bei der Installation seiner Sammlung im speziell errichteten Baugh-Pavillon des Free Museum of Science and Art of the University of Pennsylvania.
Er starb am 5. Mai 1904 in Paris, während einer seiner häufigen Reisen nach Europa. Sein Leichnam wurde nach Philadelphia zurückgebracht und am 20. Mai auf dem Mount Vernon Cemetery beigesetzt.

## Veröffentlichungen (Auswahl)
- Engraved gems. Their history and place in art. Maxwell Sommerville, Philadelphia PA 1889, (Digitalisat).